# Урясьбаш
Урясьбаш — село в Кукморском районе Татарстана. Входит в состав  Нижнерусского сельского поселения.

## География
Находится в северо-западной части Татарстана на расстоянии приблизительно 14 км на юг по прямой от районного центра города Кукмор.

## История
Основано во второй половине XVII века, упоминалось также как Деревня по речке Урясь. В советское время работали колхозы «Кызыл юл», «Красный крестьянин», позднее СПК «Интернационал», ОАО «Агрохимсервис», СПК «Агрофирма Урясь», АО  «КукморАгроХимСервис».

## Население
Постоянных жителей было: в 1782 - 100 душ мужского пола, в 1859 - 390, в 1897 - 730, в 1908 - 782, в 1920 - 745, в 1926 - 814, в 1949 - 597, в 1958 - 101, в 1970 - 549, в 1979 - 464, в 1989 - 375, 379 в 2002 году (татары 97%, фактически кряшены), 327 в 2010.